# 5 * Stunna
5 * Stunna (pronuncia come 5 Star Stunna) è il terzo album in studio del rapper statunitense Birdman, pubblicato nel 2007.

## Tracce
1. Intro – 1:06
2. Fully Loaded – 3:40
3. I Run This (featuring Lil Wayne) – 3:31
4. The Money "So Fresh" – 4:35
5. The Old Man #1 (Interlude) – 1:01
6. 100 Million (featuring DJ Khaled, Dre, Rick Ross, Young Jeezy & Lil Wayne) – 3:29
7. Believe Dat (featuring Lil Wayne) – 4:01
8. Wet Paint – 3:46
9. Grind (featuring Lil Wayne & Brisco) – 3:48
10. All the Time – 4:09
11. The Old Man #2 (Interlude) – 0:48
12. Head Busta – 4:28
13. Pop Bottles (featuring Lil Wayne) – 3:27
14. Love My Hood – 4:32
15. I'm a Stunna – 4:37
16. The Old Man #3 (Interlude) – 1:02
17. Make Way (featuring Fat Joe & Lil Wayne) – 4:33
18. So Tired (featuring Lil Wayne) – 4:06
19. Outro – 0:50
20. We Gangsta (featuring All Star Cashville Prince & Yo Gotti) – 5:03
21. Bossy (featuring Jason Derulo) – 3:46
22. R.I.P. – 5:15

## Classifiche
| Classifica (2007) | Posizione raggiunta |
| ----------------- | ------------------- |
| Stati Uniti       | 9                   |